# 秋田いすゞ自動車
秋田いすゞ自動車株式会社（あきたいすずじどうしゃ）は、秋田県秋田市に本社を置く、いすゞ自動車を取り扱う自動車販売会社である。秋田運輸支局管轄区域を販売エリアとする正規ディーラーである。

## 概要
秋田県内におけるいすゞ自動車の販売ディーラーであり、辻兵の系譜を継ぐ企業で構成される二十日会グループの主軸である。
なお、いすゞ自動車エンジン販売のマリンエンジン販売権に関しては、北秋田はいすゞ自動車エンジン販売関東・東日本営業所青森センター（いすゞ自動車東北青森支店に併設）が、南秋田は山形いすゞ自動車（酒田営業所および鶴岡営業所）がそれぞれ販売を手掛けている。

## 沿革
- 1947年11月 - 秋田市大町二丁目5番地に株式会社米代自動車商会として創立。
- 1949年1月 - 秋田いすゞ自動車株式会社と商号変更。
- 1950年3月 - いすゞ自動車の特約店となる。
- 1955年 - バスケットボール部を設立。
- 1958年7月 - 小松製作所と代理店契約を締結。
- 1961年1月 - 本社を秋田市八橋（現在の秋田市高陽幸町）に移転。
- 1963年1月 - 小型車部門を分離し、新秋田いすゞモーターを設立。
- 1970年4月 - 建設機械部門を分離し、秋田小松販売（現在のコマツ秋田）を設立。
- 1982年10月 - 富士ゼロックス（現・富士フイルムビジネスイノベーション）との業務提携により複写機事業部を設立。
- 1983年11月 - バスケットボール部が日本リーグ2部優勝。
- 1984年
  - 1月 - 第59回全日本総合バスケットボール選手権大会で、バスケットボール部が優勝。日本リーグ2部チームでの優勝は史上初。
  - 4月 - バスケットボール部が日本リーグ1部に昇格。
- 1986年
  - 3月 - 第61回全日本総合バスケットボール選手権大会で、バスケットボール部が準優勝。
  - 4月 - 複写機事業部を分離し、秋田富士オーエー（現在の富士フイルムBI秋田）を設立。
- 1987年
  - 3月 - 第62回全日本総合バスケットボール選手権大会で、秋田いすゞ自動車バスケットボール部として最後の出場。
  - 4月 - バスケットボール部をいすゞ自動車に移管。
- 1995年9月 - 小野寺商事や西東北日野自動車、東北日産ディーゼルと共同で、トラフィックレンタリースを設立。
- 2005年4月 - 新秋田いすゞモーターと合併。
- 2006年4月 - 本社・秋田営業所を秋田市寺内の現在地に新築、移転。
- 2024年1月 - 中古車センターを秋田市大町二丁目の現在地（秋田ニューシティ跡地の一部）に移転。

## 事業所所在地
- 本社・秋田営業所 - 秋田市寺内字蛭根85番地7
- 大館営業所 - 大館市川口字隼人岱2-2
- 横手営業所 - 横手市大屋新町字牛首戸108-2
- 能代営業所 - 能代市浅内字玉清水99
- 角館営業所 - 仙北市角館町雲然上町屋89-2
- 由利営業所 - 由利本荘市西目町沼田字新道下2-540
- 中古車センター - 秋田市寺内蛭根一丁目16番19号

## グループ企業
- エル・アンド・デー
- 秋田ヤナセ
- ロイヤルモーター
- 富士フイルムBI秋田
- 辻不動産
- 辻兵商事